# За благородство и мужество
Приз «За благородство и мужество» учреждён редакцией ленинградского журнала «Аврора» в 1987 году. Вручался на протяжении трёх сезонов команде Высшей Лиги, набравшей наибольшее количество баллов, начисляемых за различные статистические и дисциплинарные показатели по итогам Чемпионата СССР по футболу. Баллы командам начислялись по особой специальной формуле. Редакция журнала "Аврора" придумала для этого свой отдельный алгоритм.

## Обладатели приза
| Сезон | Обладатель         |
| ----- | ------------------ |
| 1987  | «Спартак» (Москва) |
| 1988  | «Динамо» (Киев)    |
| 1989  | «Спартак» (Москва) |